# Aristolochia labiata
Aristolochia labiata Willd. – gatunek rośliny z rodziny kokornakowatych (Aristolochiaceae Juss.). Występuje naturalnie na Kubie, w Peru i Brazylii (w Dystrykcie Federalnym oraz w stanach Alagoas, Bahia, Ceará, Pernambuco, Rio Grande do Norte, Sergipe, Goiás, Mato Grosso do Sul, Espírito Santo, Minas Gerais, Rio de Janeiro, São Paulo, Parana, Rio Grande do Sul oraz Santa Catarina).

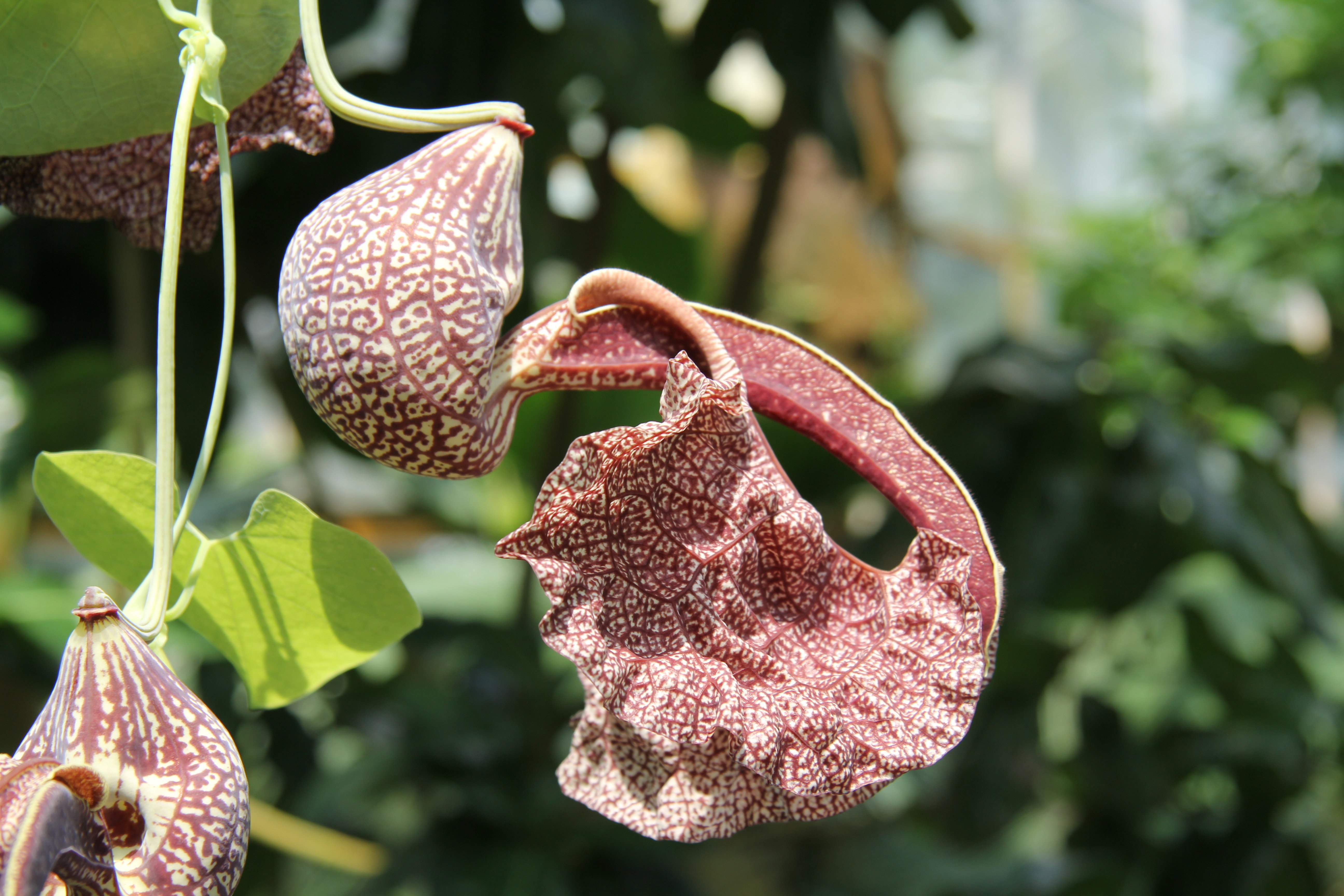
Kwiat

## Morfologia
PokrójBylina płożąca.
LiścieMają sercowaty kształt. Mają 7–14 cm długości oraz 8–15 cm szerokości. Całobrzegie, tępym wierzchołkiem. Ogonek liściowy jest nagi i ma długość 4,5–10,5 cm.
KwiatyPojedyncze. Wydzielają nieprzyjemny zapach.
OwoceTorebki o jajowatym kształcie. Mają 7,5 cm długości i 2,5–3 cm szerokości.

## Biologia i ekologia
Rośnie wilgotnych, wiecznie zielonych lasach.